# Östbo och Västbo domsaga
Östbo och Västbo domsaga var en domsaga i Jönköpings län, bildad 1779 från Sunnerbo, Västbo och Östbo häraders domsaga. Domsagan avskaffades den 1 januari 1971 och verksamheten överfördes till Värnamo tingsrätt.

## Tingslag
Under Östbo och Västbo domsaga lydde först två tingslag. Den 1 januari 1948 (enligt beslut den 10 juli 1947) slogs dessa ihop för att bilda Östbo och Västbo domsagas tingslag.

### Från 1779
- Östbo tingslag
- Västbo tingslag

### Från 1948
- Östbo och Västbo domsagas tingslag

## Häradshövdingar
- 1779–1787 David Lillienberg
- 1787–1789 Adam Wallquist
- 1789–1805  Adam Jordan Kröger
- 1805–1812 Carl Hadders
- 1812–1853 Johan Christoffer Lemchen
- 1855–1883 Johan Fredrik Ekenman
- 1883–1896 Per Gustaf Runbäck
- 1896–1919 Johan Arvid Lilliesköld
- 1920–1945 Gustaf Kinnander
- 1945–1963 Frithiof Folkard von Scherling
- 1964–1970 Malte Nilsson